# Juan Carlos Mondragón
Juan Carlos Mondragón (Montevideo, 25 de febrero de 1951) es un profesor y escritor uruguayo.

## Biografía
Juan Carlos Mondragón nació en Montevideo (Uruguay) en 1951. Es egresado del Instituto de Profesores Artigas (IPA) y ejerció la literatura en enseñanza secundaria; en esos años de aprendizaje redactó manuales estudiantiles sobre la obra de Larra, Kafka y el evangelio según San Juan. Los acontecimientos del país lo alejaron de la pedagogía y luego de varios trabajos -entre otros, asistente en la librería anticuaria La Colonial-, a partir de 1978 ingresa al medio publicitario como redactor, luego se asocia con Gonzalo Bianchi para abrir un taller creativo. Paralelamente, comenzó a dar cursos de semiótica y mensajes de mass media en lo que luego sería la Universidad Católica del Uruguay. 
Gana en 1984 el , convocado por la Alianza Francesa del Uruguay, con su ensayo El arte de comparar (la estética del fracaso en Isidoro Ducasse. En 1985 obtiene el concurso de narrativa "lectores de Banda Oriental" con su libro de relatos Aperturas, miniaturas, finales. En los años 80, comienza a publicar ficciones en antologías publicadas por editorial Trilce de Montevideo; participa en la escritura de la novela colectiva La muerte hace buena letra de 1993. 
En 1985 se instala por primera vez en Barcelona y obtiene por validación la licenciatura en Filología Hispánica; realiza estudios de posgrado en las Universidades Central y Autónoma de Barcelona. Entre 1988 y 1989 organiza en Montevideo un ciclo de conferencias -promovido por el Instituto de Cooperación Iberoamericana- sobre los premios Cervantes, en cuyo marco dicta charlas sobre Gonzalo Torrente Ballester y Dámaso Alonso. Participa en el Diccionario de Literatura uruguaya (Arca, 1989) y en la nueva configuración de Capítulo Oriental, redactando las entregas sobre Juan Carlos Onetti y José Pedro Díaz. En 1990 obtiene la mención especial del Premio Juan Rulfo con el relato "Un pequeño nocturno por Libertad Lamarque".
Es el año de una segunda instalación en Barcelona, becado para estudiar la obra de Joaquín Torres García. Obtiene el doctorado (Universidad autónoma de Barcelona) en Ciencias de la Información, con una tesis sobre los papeles teóricos de Torres-García. Bajo la dirección del profesor Claude Fell, defiende una tesis (Sorbonne Nouvelle Paris 3) sobre la narrativa de Juan Carlos Onetti. Integra los centros de investigación Crical, Celcirp y fue socio de la S.H.F. En 1990 es invitado por la MEET de Saint-Nazaire, donde pasa dos meses de residencia y publica el relato "Le centre de carène". Durante esos años escribe prólogos para libros de Álvaro Mutis, Eduardo Mendoza y Ernesto Sabato entre otros. Selecciona los relatos, prologa y anota las antologías Amor al Sur y Tierras imaginadas (Hatier, 1992)
En 1996 participa de las "Jornadas Uruguay Literario" organizadas por Casa de América de Madrid. Fue invitado de la Ecole Normale Supérieure para cursos de Agregation. Colabora en los volúmenes Archives sobre las obras de Juan Carlos Onetti y Juan José Saer. Es titularizado en la universidad francesa al comienzo de los años noventa como maître de conférence; dicta cursos de civilización y literatura latinoamericana, primero en la Universidad Stendhal de Grenoble y luego en Lille 3 hasta 2019. Desde 1998 es miembro correspondiente de la Academia Nacional de letras de Uruguay. Se encuentra el discurso que pronunció el día del nombramiento en la página oficial de la Academia. En 2015 recibe la medalla del senado de Francia a título de su contribución a las relaciones intelectuales entre Uruguay y Francia.  
Durante todos esos años continúa publicando su obra de ficción, tanto en Francia como en el Río de la Plata, que comprende varias novelas y libros de relatos. Su más reciente publicación, es la traducción de Le sous-marin Peral en Éditions du Seuil, París 2020.
En abril de 2020 propone un sitio web de ensayos y ficción bajo la denominación Cabaret literario La Coquette.
https://mondragonvaracchi.com/ 

## Narrativa
- Aperturas, miniaturas, finales. Ediciones de la Banda Oriental. Montevideo, 1885. Premio de narrativa Lectores de Banda Oriental.
- Nunca conocimos Praga. Ediciones de la Banda Oriental. Montevideo, 1986.
- In memoriam Robert Ryan. Ediciones Trilce. Montevideo, 1991.
- "Conducta del antílope hembra", in Veinte años de cuento uruguayo, Linardi y Risso editores. Montevideo, 1991.
- Mariposas bajo anestesia. Ediciones Trilce. Montevideo, 1993.
- Las horas en la bruma. Cal y canto. Montevideo, 1996.
- Nunca conocimos Praga (Transfiguración). Ediciones de la Banda Oriental. Montevideo, 1997.
- Siete partidas. Librería Linardi y Risso. Montevideo, 1998.
- El misterio Horacio Q. Cal y Canto. Montevideo, 1998. Planeta. Buenos Aires, 2005.
- Montevideo sin Oriana. Cal y Canto. Montevideo, 2000.
- Nunca conocimos Praga (libro tercero). Cal y Canto. Montevideo, 2003.
- Pasión y olvido de Anastassia Lizavetta. Planeta. Buenos Aires, 2004.
- "Minotauromaquia al claro de luna", in Cuentos olímpicos, Páginas de espuma, Madrid, 2004.
- Night and Day (espectros de La vida breve). Ediciones del Caballo Perdido. Montevideo, 2006.
- El viaje a Escritura. Ediciones del Caballo Perdido. Montevideo, 2008.
- Bruxelles piano-bar. Seix Barral. Buenos Aires, 2010.
- Hagan de cuenta que estoy muerto. Seix Barral, Biblioteca Breve. Buenos Aires, 2007. Ediciones Casus-Belli. Madrid, 2011.
- Barcelona senza fine. Ediciones del Caballo Perdido. Montevideo, 2011.
- "Los marinos cantores", Revista de la Academia Nacional de Letras, Año 6, N.º 9, Montevideo, 2013.
- "Dragón entre nubes", in: Buenos Aires Review, 2013. Edición en línea[2]
- La fuente del relato, Seix Barral, Biblioteca Breve, Buenos Aires, 2013.
- El submarino Peral, Ediciones Yaugurǘ, Montevideo, 2016.
- Cabaret literario La Coquette. https://mondragonvaracchi.com/
- o pasado sin falta, Ediciones Casus-Belli, Madrid, 2021.
- Alcools de Guillaume Apollinaire (una traducción), Editorial Yaugurú, Montevideo, 2022.
- Le croupier magyar, novela, Editorial Yaugurú, Montevideo, 2023.
- Las cartas del vidente / Le bateau ivre / Une saison en enfer de Arthur Rimbaud (una traducción), Editorial Yaugurú, Montevideo, 2023.
- Illuminations (una traducción) de Arthur Rimbaud, Editorial Yaugurú, Montevideo, 2024.

## Publicaciones de ficción en Francia
- Le centre de carène. MEET / Arcane 17. Saint-Nazaire, 1991. MEET / les bilingües. Saint-Nazaire, 2011.
- Petit nocturne pour Libertad Lamarque. Le Serpent à plumes N.º 22, 1994.
- Papillon sous anesthésie. in Amérique latine, trente ans après. NRF N.º 528. París, 1997.
- Droit de réponse, MEET N.º 2, Revue de la Maison des Ecrivains et des traducteurs de St-Nazaire, Saint-Nazaire, 1998.
- ASA Saint-Nazaire(con Mathieu Schiffman, fotos). MEET Editions. Saint.Nazaire, 1998.
- Monologue de la Mamma. in Aimer sa mère / thèâtre Actes Sud-Papiers, 1998.
- Oriana à Montevideo. Seuil. París, 2002.
- La nuit où Gilda a chanté Amado mio. in Queen Mary 2 & Saint-Nazaire. MEET. Saint-Nazaire, 2003.
- Le principe de Van Helsing. Seuil. París, 2004.
- « El viaje de invierno », in TIGRE 15 (Trace et Littérature), CERHIUS, Université Stendhal, Grenoble III, 2006-2007.
- « Montevideo / 71 », in Avoir vingt ans, Meeting N.º 5. MEET, Saint-Nazaire, 2007.
- Le capitaine. in Marie-Claud de Brunhoff Les Thèâtres inmoviles. Seuil. París, 2008.
- Passion et oubli d’Anastassia Lizavetta. Seuil. París, 2010.
- Bruxelles piano-bar. Seuil. París, 2015.
- Le sous-marin Peral. Seuil. París, 2020.

## Prefacios e introducciones
- Prólogo a Los fuegos de San Telmo de José Pedro Díaz, Ediciones de la Banda Oriental, Montevideo, 1987.
- Introducción a La neige de l'Amiral, de Álvaro Mutis. Coll. Les Cahiers Rouges, Grasset, París, 1992.
- Introducción a La dernière escale du tramp steamer, de Álvaro Mutis. Coll. Les Cahiers Rouges, Grasset, París, 1992.
- Introducción a Ilona vient avec la pluie, de Álvaro Mutis. Coll. Les Cahiers Rouges, Grasset, París, 1992.
- Amor al Sur. Recopilación de relatos de varios escritores latinoamericanos; selección de los textos y comentarios. Coll. Lire en V.O. Hatier, París, 1992.
- Tierras imaginadas. Ídem 8 (escritores españoles y latinoamericanos); selección de los textos y comentarios. Coll. Lire en V.O.Hatier, París, 1992.
- Prefacio a Anaconda, de Horacio Quiroga. Coll. Points, n.º R551, Seuil, París, 1994.
- Prefacio a La ville des prodiges, de Eduardo Mendoza. Coll. Points, n.º P56, Seuil, París, 1995.
- Prefacio a Le maître d'escrime, de Arturo Pérez-Reverte. Coll. Points n.º P154, Seuil, París, 1995.
- Prefacio a Un nom de torero, de Luis Sepúlveda. Coll. Points n.º P311, Seuil, París, 1996.
- Prefacio a Héros et tombes, de Ernesto Sabato. Coll. Points n.º P311, Seuil, París, 1997.
- Prefacio a Nous l'aimons tant Glenda (y comentarios), de Julio Cortázar. Coll. Folio bilingüe, nº84, Gallimard, París, 1999.
- Prólogo a Para sentencia de Omar Prego, Ediciones de la Banda Oriental, Montevideo, 2006.
- Prólogo a Hommage à l’Amérique latine. Olivier Föllmi. La Martinière. París, 2007.

## Ensayos, investigaciones y contribuciones
- El arte de comparar (la estética del fracaso en Isidore Ducasse). Ganador del premio Jules Supervielle. MZ editor, Montevideo, 1986.
- "El naipe en la manga: el azar en Borges ", in Borges, el último laberinto, Linardi y Risso editores, Montevideo, 1986.
- Autor-colaborador del Diccionario de Literatura uruguaya. Arca, Montevideo, 1987-89.
- "La realidad como polizón o el oleaje tan temido", in Juan Carlos Onetti, medio siglo de escritura, Linardi y Risso editores, Montevideo, 1989.
- "Signos/Palimpsestos", (sobre un texto de Daniel Dezeuze), in « Revue 303, Art, Recherches et Création », Nantes, 1991.
- Aporie, éclipse et transfiguration de Montevideo dans l’œuvre de Juan Carlos Onetti, tesis de doctorado, 1994.
- "Pistas para detectar puntos vélicos" (sobre Julio Cortázar), América. Cahier du CRICCAL N.º 17, Presse de la Sorbonne Nouvelle, París, 1996.
- "Juan Carlos Onetti: misterio y transfiguración de Montevideo", in Historia de la literatura uruguaya contemporánea, Tomo I: La narrativa del medio siglo. Ediciones de la Banda Oriental, Montevideo, 1997.
- "José Pedro Díaz: la literatura mar adentro", in Historia de la literatura uruguaya contemporánea, Tomo I: La narrativa del medio siglo. Ediciones de la Banda Oriental, Montevideo: 1997.
- "Las ideas estéticas del comisario Medina", in Río de la Plata Nº 25 dedicado a J.C.Onetti, CELCIRP, París, 2003.
- "El recordado caso de la Galería Vivienne", América. Cahiers du CRICCAL N.º 29, Presses de la Sorbonne Nouvelle, París, 2003.
- « L’autrefois, l’autre est à mont », in Les Cahiers de l’ ILCEA (n°5), Université Stendhal, Grenoble 3, 2003.
- "La utopía virtual", América. Cahiers du CRICCAL N.º 32, Presses de la Sorbonne Nouvelle, París, 2005.
- « Memoria y deseo en La vida breve de Juan Carlos Onetti », in Figuras du désir dans la littérature de langue espagnole, Homenaje a Amadeo López, CRIIA,  Université París X, Nanterre, 2007.
- "Cuenta el tiempo" (sobre Jacob y el otro), in Relatos de Juan Carlos Onetti, Ediciones ARCHIVOS, Poitiers/Córdoba, 2009.
- "A propósito de “Lugar” de Juan José Saer", in Critica cultural / Dossiê Juan José Saer, Universidade do Sul de Santa Catarina, tomo 5, N°2, diciembre de 2010.
- "La sonda y el enigma", in Juan José Saer. Glosa y El entenado, Colección Archivos N.º 61, Poitiers, 2010.
- "Ángeles sobre Ecuador: apuntes sobre la prosa de Adoum", Les cahiers du LITORAL I N.º 10, Boulogne-sur-Mer/Allemagne, 2011.
- "Lo imborrable. Alma, inclínate sobre los cariños idos" (sobre una novela de Juan José Saer), in Zona de prólogos (Paulo Ricci comp.), Buenos Aires, Seix Barral, 2011.
- "La novela de Carlos Tomatis" (sobre la obra de Juan José Saer), in Cuadernos LIRICO, 6, París,  2011. En línea[3]
- "París: ciudad metáfora en la obra de Mario Levrero", in La máquina de pensar en Mario (ensayos sobre la obra de Levrero), Eterna Cadencia, Buenos Aires, 2013.
- « Martillo de brujas: el capítulo Naccos », in Pouvoir de la violence et violence du pouvoir. Séminaire Amérique Latine, París, 2013, págs.23-30. En línea[4]
- « Lo decorativo y lo despiadado en la voz de Irineo Funes », in Nuevas inquisiciones borgianas (dirs. Eduardo Ramos-Izquierdo et Paul-Henri Giraud), SAL Hors-série, Paris-Lille3, 2015. En línea (pp.10-19)[5]

```
* "J'ai deux amours, mon pays et Paris", in 
La Vida Breve
 de Juan Carlos Onetti, Edición RAE ASALE, España, 2024.
```

## Artículos de prensa, entrevistas y trabajos sobre la obra de Mondragón
- Pierre Bigot, "Portrait", Maison des écrivains, Ouest-France, 24/10/1990.
- Andrea Klose, "A la recherche de… Saint-Nazaire", Presse-Océan, 21/11/1990.
- Pablo Rocca, "Montevideo necesita una mitología", Brecha, Montevideo, 30/10/1992.
- Carina Blixen, "Entre mariposas y vampiros", Brecha, Montevideo, 8/04/1994.
- Carlos María Domínguez, "Partidas, riesgos y misterios en la literatura uruguaya", Búsqueda, Montevideo, 27/08/1998.
- Carlos Cipriano López, "Después de Quiroga", El País, Montevideo, 6/09/1998.
- Álvaro Ojeda, "Un homenaje en el Bar Siroco", El Observador, Montevideo, 11/10/1998.
- Carina Blixen, "Siete pulseadas con la muerte", El País Cultural N.º 468, Montevideo, 23/10/1998.
- Jorge Albístur, "El grado cien de la escritura", Brecha, Montevideo, 20/11/1998.
- Soledad Platero, "Los complots de la escritura", El País Cultural N.º 475, Montevideo,  11/12/1998.
- Soledad Platero, "Una sombra errante", El País cultural, Nº475, 11/12/1998.
- Silvana Tanzi, "Diez historias detrás de un espectro", Búsqueda, 4/03/1999.
- Jorge Albístur, "No sólo el lenguaje tiene la palabra", Brecha, Montevideo, 17/11/2000.
- Albert Bensoussan, "Oriana à Montevideo", Magazine Littéraire N°406, París, 02/2002.
- Jean-Didier Wagneur, "En mal d’aurore", Libération, París, 30/05/2002.[6]
- Carina Blixen, "Los pasos de Mondragón", Brecha, 28/03/2003.
- Gloria Salbarrey, "Praga por tres", El País Cultural N.º 720, 22/08/2003.[7]
- Jean Soublin, "Obsédante Montevideo", Le Monde, 16/04/2004.
- Silvia Baron Supervielle, "Mondragón à Montevideo", Les Lettres Françaises, 27/04/2004.
- Anne Pitteloud, "La ville disloquée de Juan Carlos Mondragón", Courrier de Genève, 8/05/2004.
- Victoria Gómez, "Pasión y olvido de Anastassia Lizavetta", El Observador, 16/05/2004.
- Silvana Tanzi, "Hastío de mujer", Búsqueda, Montevideo, 27/05/2004.
- Carina Blixen, « Los territorios inquietantes », entrevista con Juan Carlos Mondragón, El País N° 773, Suplemento Cultural, Montevideo, 27/08/2004.[8]
- Ana Inés Larre Borges, "Sangre en las manos", Brecha, Montevideo, 15/10/2004.
- Rodolfo Modern, "Escritura con meandros y reminiscencias", La Gaceta literaria, Buenos Aires, 4/09/2005.
- María Esther Gilio, "La música del adiós", Brecha, Montevideo, 19/05/2006.
- Alejandro Gortázar, "Espectros de Onetti" (sobre la novela Night and Day), La Diaria, 1/06/2006.
- Francisco Tomsich, "A cada cual su Mondragón", Brecha, 27/07/2007.
- Ignacio Bajter, "Las galerías del tiempo", Brecha, Montevideo, 9/11/2007.
- Alejandro Gortázar, "Yo es un otro", La Diaria, 25/08/2008.
- Alejandro Gortázar, "El detective en el precipicio", La Diaria, 29/02/2008.
- Ritta Baddoura, "Lautréamont par Mondragón. Portrait magnétique au visage absent.", L’Orient Le Jour, 9/01/2010
- Eric Loret, "Mondragón tout feu tout flamme", Libération, París, 11/03/2010.[9]
- Jean Soublin, "Passion et oubli d'Anastassia Lizavetta de Juan Carlos Mondragón: Montevideo, l’épuisée", Le Monde, París, 11/03/2010.[10]
- Claire Lefebvre, “Anastassia Lizavetta, c’est moi!”, La voix du Nord, 25/03/2010.
- Jacques Fressard, "La passion d’Anastassia", La Quinzaine N.º 1012, 1-15/04/2010.[11]
- Adrien Gombeaud, "Dans la peau d’une tueuse", Les Echos, 13/04/2010.[12]
- Luc Abel, "J.C.M. Passión et oubli d’Anastassia Lizavetta", La vie littéraire, 30/06/2010.
- Charif Majdalani, "Douze heures d’une vie ordinaire", L’Orient-Le tour, 1/07/2010.[13]
- Julieta Grosso, "Los hijos de la violencia", Diario El Popular, 17/08/2010.[14]
- Hernán Reyes, "Creador de páginas alucinógenas", El Observador, 21/08/2010.
- Paola Galano, “La historia real no la podés hacer sin imaginación.”, La Capital /Ida y Vuelta, 22/08/2010.
- Silviana Friera, "En la escritura hay un descontrol de la imaginación", entrevista con Juan Carlos Mondragón, Página 12, 23/08/2010.[15]
- Román García Azcárate, "Me juego a los lectores que hicieron nuestra grandeza", entrevista a Juan Carlos Mondragón, Revista Eñe, 24/08/2010.[16]
- Christian Kupchik, "¿Cómo instalar la lejana Bruselas a orillas del Río de la Plata?", entrevista a Juan Carlos Mondragón, Tiempo argentino, 28/08/2010.[17]
- "Un paisaje de exilio", Diario La prensa, Buenos Aires, 29/08/2010.[18]
- Lucía Marroquín, "Mondragón: contra el eclipse", Perfil, 12/09/2010.
- Fernando Krapp, "La ciudad sin orillas", Página 12, 12/09/2010.[19]
- Ángeles Blanco, "Exilio psíquico", Brecha, 19/08/2011. Se encuentra una versión del artículo en la página de la periodista[20]
- Silvana Tanzi, "La Bélgica de esta orilla", Búsqueda, 4/11/2010.
- Alexandra Milleville, "L’imagination : zone franche des mondes possibles", Amerika [En línea], 5 | 2011.[21]
- Valentina Litvan, "Escribir en la orilla. Encuesta a escritores actuales de ambos lados del Río de la Plata", Cuadernos LIRICO [En línea], 8 | 2013.[22]
- Alejandro Gortázar, "Il n’y a pas de hors-texte (sobre tres obras de Juan Carlos Mondragón)", Publicado en el blog Sujetossujetados el 31/10/2013.[23]
- Alain Nicolas, "Bruxelles en el corazón à Montevideo", L'humanité, 05/02/2015.
- Jordi Batallé, "Bruxelles piano-bar en francés", RFI español, 13/03/2015. Entrevista con el autor[24]
- Jacques Fressard, "Leopoldo de Bruxelles", La Quinzaine littéraire N°1123, 1-14/03/2015.
- Salon du livre de l'Amérique latine, "Juan Carlos Mondragon, Bruxelles piano-bar, éd. du Seuil et Seix Barral", Paperblog, entrevista con el autor (video), 01/04/2015[25]
- Diana Castilleja, "Regards hispano-américains sur Bruxelles. La ville d’après Carpentier, Molina et Mondragón", Brussel schrijven - Ecrire Bruxelles, Acke, D. & Bekers, E. (eds.), Brussel: ASP / VUBPRESS, Vol.14, 2016, p. 169-179 (Urban notebooks; n°14)
- Óscar Brando, "Cuentos de Juan Carlos Mondragón. El milagro secreto", Brecha, 26/08/2016.
- Juan de Marsilio, "Submarinos varios", El País, Montevideo, 05/05/2017. https://www.elpais.com.uy/cultural/submarinos.html
- Heber Perdigon "Onetti explora temas de la condición humana" La República, Uruguay, 03/10/2018.
- Jordi Batalle, "El submarino Peral, traducido al francés", entrevista, RFI, 06/03/2020.https://www.youtube.com/watch?v=g-wjZDwWfUc
- Hugues Robert, "« Le sous-marin Peral » (Juan Carlos Mondragón)", Charybde27 : Le blog, Note de lecture, 08/04/2020, https://charybde2.wordpress.com/2020/04/08/note-de-lecture-le-sous-marin-peral-juan-carlos-mondragon/
- Jaime Clara, "Juan Carlos Mondragón inauguró Cabaret Literario virtual", entrevista, Sábado Sarandí, Radio Sarandí, Uruguay, 30/04/2020, https://www.sarandi690.com.uy/2020/04/30/juan-carlos-mondragon-inauguro-cabaret-literario-virtual/
- Alain Nicolas, "Vingt mille lieues sous le roman", acerca de Le sous-marin Peral (trad.), L’humanité, 07/05/2020.
- "Insubmersible", Books, N°108, junio de 2020.
- Hugues Robert, "Note de lecture: Le principe de Van Helsing", Charybde 27: le Blog, julio de 2020. https://charybde2.wordpress.com/2020/07/11/note-de-lecture-le-principe-de-van-helsing-juan-carlos-mondragon/
- Pablo Silva Olazabal, “Juan Carlos Mondragón presenta su nueva web”, La máquina de pensar, Radio Uruguay, 27/07/2020, http://radiouruguay.uy/juan-carlos-mondragon-presenta-su-nueva-web/
- Martine Sagaert, "Juan Carlos Mondragón, l’appel des profondeurs et le cerf-volant des nuées" , Les Lettres françaises,  12/2020.
- Cada uno con su tema podcast, "Libros más esperados del 2021, Juan Carlos Mondragón, o pasado sin falta", entrevista en Youtube, 07/2021 https://www.youtube.com/watch?v=SIkqT--gCXE&ab_channel=CadaunoconsuTemaPodcast
- Los alcoholes del poeta, Miguel Avero. Brecha, Uruguay, 26/08/2022. https://brecha.com.uy/los-alcoholes-del-poeta/
- Yo decidí que Montevideo tiene magia, entrevista de Jaime Clara, CX 8 Radio Sarandí, Uruguay, 20/09/2022. https://www.sarandi690.com.uy/2022/09/20/juan-c-mondragon-yo-decidi-que-montevideo-tiene-magia/
- La máquina de pensar, entrevista de Pablo Silva Olazábal. CX 26 Radio Uruguay, 23/09/2022. https://mediospublicos.uy/entrevista-al-escritor-juan-carlos-mondragon/
- Apollinaire, desde esta orilla, Rosario Peyrou. Le Monde Diplomatique / La Diaria, 5/10/2022.
- Apollinaire, poeta rebelde y escandaloso, Juan de Marsilio. El País Cultural, Uruguay, 20/11/2022. https://www.elpais.com.uy/cultural/apollinaire-poeta-rebelde-y-escandaloso
- Gustavo Calvo, "Abrazarse a lo fantástico (sobre Le croupier magyar)", Brecha Uruguay, 01/09/2023. https://brecha.com.uy/abrazarse-a-lo-fantastico/
- La máquina de pensar, entrevista sobre Le croupier magyar, 20/06/2023. https://mediospublicos.uy/le-croupier-magyar/
- "Las series son mis novelas de caballeria", reportaje de Gustavo Calvo, Brecha, 22/12/ 2023. https://brecha.com.uy/las-series-son-mis-novelas-de-caballeria/
- Roberto López Belloso, Las cartas del vidente, Le Monde Diplomatique, La Diaria Uruguay, enero de 2024. https://ladiaria.com.uy/le-monde-diplomatique/articulo/2024/1/poesia-las-cartas-del-vidente/
- El Tungue le, entretien radiophonique portant sur les traductions de Rimbaud, 16/01/2024

https://mediospublicos.uy/carlos-mondragon-traduce-a-rimbaud/
- Carina Blixen, "Arthur Rimbaud, poeta francés "entre nous" con dos nuevas traducciones, una uruguaya y otra española, El que exploró los límites de lo decible", El Pais Cultural, 05/05/2024.

https://www.elpais.com.uy/cultural/arthur-rimbaud-poeta-frances-entre-nous-con-dos-nuevas-traducciones-una-uruguaya-y-otra-espanola
- Pablo Silva Olazábal,La máquina de pensar, sobre Arthur Rimbaud, radio Uruguay, 06/06/2024.
- Pablo Silva Olazábal,La máquina de pensar, sobre la traduction de Illuminations de Arthur Rimbaud, radio Uruguay, 25/09/2024.
- Rafael Trejo, sobre Illuminations d'Arthur Rimbaud, Le monde diplomatique Uruguay, Année III n°22, 11/2024.

https://ladiaria.com.uy/le-monde-diplomatique/articulo/2024/11/poesia-illuminations/
- Gustavo Calvo, "Un reencuentro con Rimbaud", Brecha, 17/01/2025.

https://brecha.com.uy/un-reencuentro-con-rimbaud/